# Mittlere Grinbergspitze
Mittlere Grinbergspitze är en bergstopp i Österrike.   Den ligger i distriktet Schwaz och förbundslandet Tyrolen, i den västra delen av landet, 400 km väster om huvudstaden Wien. Toppen på Mittlere Grinbergspitze är 2 849 meter över havet, eller 122 meter över den omgivande terrängen. Bredden vid basen är 1,3 km.
Terrängen runt Mittlere Grinbergspitze är huvudsakligen mycket bergig. Runt Mittlere Grinbergspitze är det ganska glesbefolkat, med 42 invånare per kvadratkilometer.. Närmaste större samhälle är Mayrhofen, 9,3 km nordost om Mittlere Grinbergspitze. 
Trakten runt Mittlere Grinbergspitze består i huvudsak av gräsmarker.